# سال بيرنال
سال بيرنال (بالإسبانية: Sal Bernal)‏ هو لاعب كرة قدم مكسيكي في مركز الهجوم، ولد في 13 أغسطس 1992 في موريليا في المكسيك. لعب مع Las Vegas Mobsters ‏.